# Модель Джейнса — Каммингса
Модель Джейнса-Каммингса (Jaynes–Cummings model, коротко JCM) — теоретическая модель в квантовой оптике. Она описывает систему, состоящую из двухуровнего атома, взаимодействующего с квантованной модой оптической полости, в присутствии/отсутствии света. JCM занимает особое место в атомной физике и в квантовой оптике, как экспериментальной, так и теоретической. Является также стандартной моделью в наноэлектронике для описания кубитов, взаимодействующих с монохроматическим электромагнитным полем (например, используемым для квантовой манипуляции).

## История
Эта модель первоначально была предложена в 1963 году Эдвином Джейнсом и Фредом Каммингсом при сравнении квантовой теории излучения и полуклассической теории явления спонтанного излучения.
В полуклассической теории взаимодействия атом-поле, квантовался только атом, а поле рассматривалось скорее как некоторая функция времени, а не оператор. Полуклассическая теория может объяснить много явлений, наблюдаемых в современной оптике (например, существование «цикла Раби»).
JCM показала, как квантование поля излучения влияет на эволюцию состояния двухуровневой системы в сравнении с полу-классической теорией взаимодействия света с атомом. Позже было обнаружено, что возрождение атомной инверсии после её распада является прямым следствием дискретности состояний поля (фотоны).
Это чисто квантовый эффект, который может быть описан с помощью JCM, но не с помощью полуклассической теории.
Двадцать четыре года спустя, Ремпе, Вальтер, и Кляйн провели красивую демонстрацию квантовых коллапсов (распадов) и ревайвэлов (возрождений) в одноатомном мазере.

## Коллапсы и возрождения квантовых осцилляций
График квантовых осцилляций атомной инверсии построен на основе формул, найденных А.А. Карацубой и Е.А. Карацубой.